# Velocitat límit

La força descendent de la gravetat (F _{g}) és igual a la força de contenció de l'arrossegament (F _{d}) més la flotabilitat. La força neta sobre l'objecte és zero i el resultat és que la velocitat de l'objecte es manté constant.

La velocitat terminal és la velocitat màxima (velocitat) que pot assolir un objecte quan cau a través d'un fluid (l'aire és l'exemple més comú). Es produeix quan la suma de la força d'arrossegament (F d) i la flotabilitat és igual a la força descendent de la gravetat (F G) que actua sobre l'objecte. Com que la força neta sobre l'objecte és zero, l'objecte té una acceleració zero.
En dinàmica de fluids, un objecte es mou a la seva velocitat terminal si la seva velocitat és constant a causa de la força de contenció que exerceix el fluid a través del qual es mou.

## Flux laminar (Força de Stokes)
Per a una esfera de radi  R  movent-se en un flux no turbulent dins d'un fluid de viscositat η, la velocitat límit ve donada per la llei de Stokes, que postula que la força de resistència F  r  és proporcional a la velocitat. En aquest cas la velocitat límit ve donada per l'equació:

{\displaystyle v_{\infty }={\frac {F_{r}}{6\pi \eta R}}}

## Flux turbulent (Força d'arrossegament de Rayleigh)
Per a un cos movent-se en un flux turbulent en el qual es produeixen remolins al voltant del cos en moviment, la força de fregament depèn de  la v2,  sent proporcional a la resistència aerodinàmica. En aquest cas la velocitat límit ve donada per l'equació:

{\displaystyle v_{\infty }={\sqrt {\frac {2F}{\rho AC_{d}}}}}

On:
{\displaystyle V_{\infty }} és la velocitat límit o terminal,
 F  és el pes de l'objecte que cau, per al cas de caiguda lliure  F = mg .
 Cd   és el coeficient de resistència aerodinàmica,
 ρ  és la densitat del fluid a través del qual es mou l'objecte,
 A  és la secció de l'objecte en direcció transversal a la de moviment

## Ordre de magnitud
Un cos en caiguda lliure en una atmosfera, accelera a causa de la gravetat. Però l'acceleració total és cada vegada menor, pel fet que la força de fregament augmenta amb la velocitat, aconseguint que la component de l'acceleració vertical total arribi a ser zero, en el moment en què la força de fregament és igual a la força de la gravetat, a partir d'aquell moment l'objecte cau a velocitat constant.
Per a un humà en caiguda lliure, en posició horitzontal i amb les extremitats esteses, la Velocitat Terminal és d'aproximadament 55 m/s (200 km/h) i per a una gota 8,88 m/s (32 km/h), depenent de la seva mida.